# Radio Berlin Tanzorchester
Das Radio Berlin Tanzorchester (RBT-Orchester) war eine Big Band, die in den Jahren 1945 bis 1950 Swing-orientierte Tanzmusik im Berliner Rundfunk spielte. Öffentliche Auftritte waren eher selten.

## Geschichte

### Entstehung
Am Ende des Zweiten Weltkrieges war Berlin zunächst komplett sowjetisch besetzt. Nach der Besetzung der westlichen Sektoren durch die West-Alliierten blieb das im Westen gelegene unzerstörte Funkhaus an der Masurenallee im britischen Sektor unter sowjetischer Kontrolle. Im Auftrag der sowjetischen Kulturadministration, die sich um eine rasche Wiederbelebung des Kulturlebens bemühte, gründete Michael Jary bereits im Juni 1945 das Radio Berlin Tanzorchester, um dem Berliner Rundfunk in Nachfolge des Deutschen Tanz- und Unterhaltungsorchesters wieder eine Hausband für den Bereich der modernen Tanzmusik zu geben. Das Orchester war ein Rundfunkorchester, das selten vor Publikum auftrat.

### Arbeit und Wirken

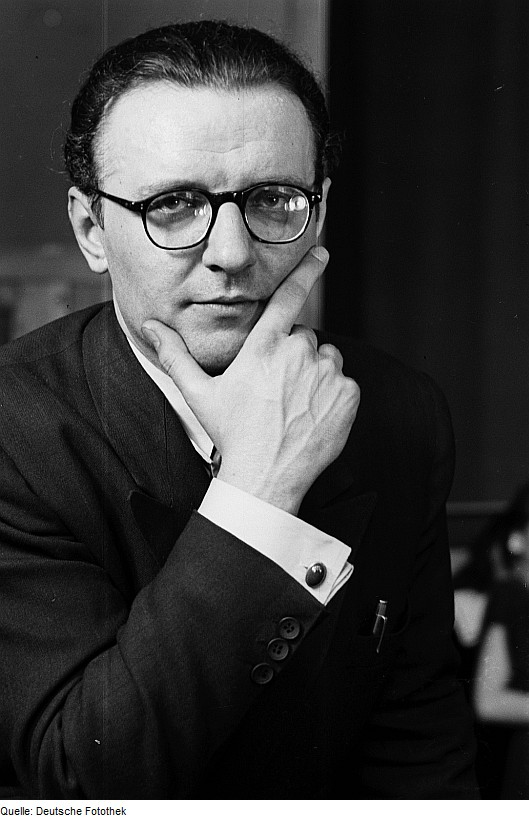
Horst Kudritzki 1946

Jary gab noch 1946 die Leitung an Horst Kudritzki ab, der im Krieg bereits als Assistent von Franz Grothe beim Deutschen Tanz- und Unterhaltungsorchester Erfahrung mit der Leitung einer so großen Formation gemacht hatte. Erwin Lehn fungierte als Co-Leader. Das Repertoire des Orchesters bestand zum überwiegenden Teil aus zeitgenössischen US-amerikanischen Schlagern und Swingklassikern – für deren Arrangements ab 1947 Walter Jenson verantwortlich war –, die ansonsten dem deutschen Publikum auf Grund politischer Vorgaben in dieser Zeit vorenthalten worden waren. Insofern wurde in weitem Umfang Nachholbedarf an amerikanischer Musik befriedigt. Daneben gab es eine Reihe von instrumentalen Eigenkompositionen im Swing-Stil. Die Musik war in einem relativ modernen Bigband-Stil arrangiert (Mainstream) und eiferte in dieser Hinsicht den führenden amerikanischen Orchestern (geleitet von Woody Herman, Stan Kenton, Jimmie Lunceford und Dizzy Gillespie) der Zeit nach. Auch das am Sender Leipzig arbeitende Orchester von Kurt Henkels war musikalisch schon moderner. Das RBT-Orchester nahm unter Jary zahlreiche Platten für das rundfunkeigene Label Radiophon auf. Da diese Platten nur für Rundfunkzwecke gedacht waren und nur kleine Auflagen gepresst wurden, sind sie sehr selten. Für den Verkauf ans Publikum waren hingegen Aufnahmen auf Polydor gedacht (1946), die jedoch wegen der allgemeinen Mangelsituation in der ersten Nachkriegszeit ebenfalls keine große Verbreitung fanden. Mit dem Wechsel zu Amiga (1947) setzte dann eine regelmäßige Aufnahmetätigkeit mit relativ weitem Vertrieb ein, die bis gegen Ende 1948 anhielt.

### Auflösung
Letztlich im sowjetischen Einflussbereich tätig, war das Orchester von den dortigen kulturpolitischen Entwicklungen unmittelbar betroffen und wurde schließlich Opfer des Kalten Krieges. Amerikanisch inspirierte Tanzmusik war im Sozialismus nicht mehr tragbar. Das ZK der KPdSU fasste am  10. Februar 1948 einen Beschluss gegen „Formalismus“ und für einen „neuen sozialistischen Schaffensstil“. Daraufhin kam es zu Restriktionen in der Ost-Berliner Musikszene. In der Folge gingen eine Reihe von Solisten in den Westen, das RBT-Orchesters geriet in eine schwierige Lage. Am 9. Januar 1949 wurde die Sprecherin der „verbindenden Worte des RBT-Orchesters“ Karin Jurow wegen „Reorganisation“ entlassen. Über den Auftrag, dem RBT-Orchester einen „fortschrittlichen“  Stil aufzuzwingen, kam es am 1. März 1949 zur Entlassung des Leiters der Musikabteilung von Radio Berlin, Goldschmidt. Sein Nachfolger, Nationalpreisträger Helmut Koch, verbot alle englischen Titel. Auch deutsche Schlager gerieten in die Kritik. Steimels Ich träume oft, ich säße auf dem Mond wurde wegen „Weltfluchttendenzen“ verboten. Alle Texte, in denen „Mondschein“, „Park“ oder „Tränen“ vorkamen, wurden verbannt. Hörerbriefe wurden zensiert. An das Orchester wurden nur noch negative Kritiken weitergegeben. Jean Kurt Forest übernahm 1950 in mehreren Sendungen die Leitung des Orchesters. Sein Credo: „Es ist nicht mit dem fortschrittlichen Geist der Deutschen Demokratischen Republik zu vereinbaren, wenn wir Tanzmusik machen wie unsere Klassenfeinde in Amerika“ und „Wir müssen jeden westlichen Einfluss aus dem RBT-Orchester herauspressen, selbst wenn wir eine hydraulische Presse dazu brauchen sollten!“ Die Bemühungen, das RBT-Orchester entsprechend umzubauen, scheiterten. Am 1. Mai 1950 sollte das Orchester im Ost-Berliner Lustgarten spielen. Die Dirigenten Horst Kudritzki und Erwin Lehn weigerten sich. 21 Musiker waren nicht anwesend. Der Rest des Orchesters spielte unter der Leitung von Forest und wurde von den Zuhörern ausgepfiffen. Am 3. Mai 1950 reichten Lehn und Kudritzki ihre Kündigung ein, am nächsten Tag kündigten die Musiker geschlossen.
Kurz darauf wurde das Tanz- und Unterhaltungsorchester des Berliner Rundfunk als Nachfolger gegründet. Zu den Dirigenten zählte unter anderem Walter Jenson.

### Neugründung
Das RBT-Orchester wurde unter seinem alten Namen neugegründet. 1993 fusionierte es mit dem DEFA-Sinfonieorchester zum Deutschen Filmorchester Babelsberg.

## Heutige Verfügbarkeit von Tonträgern
Eine Reihe typischer Aufnahmen wurde 1981 auf Amiga wiederveröffentlicht (Jazz auf Amiga 1947 – 1962 Vol. 1). Diese LP war nach der Wende auch als CD erhältlich. Weitere Titel enthält die CD Amiga Swing (Bob’s Music).